# Brasile ai Giochi della XV Olimpiade
Il Brasile ha partecipato ai Giochi della XV Olimpiade di Helsinki, svoltisi dal 19 luglio al 3 agosto 1952, con una delegazione di 97 atleti di cui 5 donne. Ha conquistato una medaglia d'oro e due di bronzo.

## Medagliere

### Per discipline
| Sport            | Oro | Argento | Bronzo | Totale |
| ---------------- | --- | ------- | ------ | ------ |
| Atletica leggera | 1   | 0       | 1      | 2      |
| Nuoto            | 0   | 0       | 1      | 1      |
| Totale           | 1   | 0       | 2      | 3      |

### Medaglie
| Medaglia | Atleta            | Sport            | Evento                           |
| -------- | ----------------- | ---------------- | -------------------------------- |
| Oro      | Adhemar da Silva  | Atletica leggera | Salto triplo                     |
| Bronzo   | José da Conceição | Atletica leggera | Salto in alto maschile           |
| Bronzo   | Tetsuo Okamoto    | Nuoto            | 1500 metri stile libero maschili |

## Risultati

### Calcio
| Atleta | Classifica |                    |
| --- | --- | ------------------ |
| V · D · M Nazionale olimpica brasiliana · Calcio ai Giochi Olimpici Estivi 1952 1 Carlos Alberto · 2 Mauro · 3 Valdir · 4 Zózimo · 5 Adésio · 6 Bené · 7 Paulinho · 8 Humberto · 9 Larry · 10 Vavá · 11 Jansen · 12 Arízio · 13 Édison · 14 Amaury · 15 Milton Pessanha · 16 Vassil · 17 Evaristo · 18 Marcos Guerra · CT : Newton Cardoso | 5° |                    |
| Nazionale olimpica brasiliana · Calcio ai Giochi Olimpici Estivi 1952 | |                    |
| 1 Carlos Alberto · 2 Mauro · 3 Valdir · 4 Zózimo · 5 Adésio · 6 Bené · 7 Paulinho · 8 Humberto · 9 Larry · 10 Vavá · 11 Jansen · 12 Arízio · 13 Édison · 14 Amaury · 15 Milton Pessanha · 16 Vassil · 17 Evaristo · 18 Marcos Guerra · CT: Newton Cardoso                                                                                  | 1 Carlos Alberto · 2 Mauro · 3 Valdir · 4 Zózimo · 5 Adésio · 6 Bené · 7 Paulinho · 8 Humberto · 9 Larry · 10 Vavá · 11 Jansen · 12 Arízio · 13 Édison · 14 Amaury · 15 Milton Pessanha · 16 Vassil · 17 Evaristo · 18 Marcos Guerra · CT: Newton Cardoso | Brasile (bandiera) |

### Pallacanestro
| Atleta | Classifica |
| --- | ---------- |
| V · D · M Nazionale brasiliana - Pallacanestro ai Giochi della XV Olimpiade 3 Algodão · 4 Godinho · 5 Tião · 6 Ruy de Freitas · 7 Mayr · 8 Raimundão · 9 Angelim · 11 Bráz · 12 Alfredo da Motta · 13 Almir · 14 Mário Jorge · 15 Thales · 16 Zé Luiz · All. Manoel Pitanga | 6°         |
| Nazionale brasiliana - Pallacanestro ai Giochi della XV Olimpiade |            |
| 3 Algodão · 4 Godinho · 5 Tião · 6 Ruy de Freitas · 7 Mayr · 8 Raimundão · 9 Angelim · 11 Bráz · 12 Alfredo da Motta · 13 Almir · 14 Mário Jorge · 15 Thales · 16 Zé Luiz · All. Manoel Pitanga                                                                             |            |

### Pallanuoto
| Atleta | Classifica |                    |
| --- | --- | ------------------ |
| V · D · M Nazionale maschile brasiliana di pallanuoto · Giochi olimpici - Helsinki 1952 Castro • dos Santos • Figueirêdo • Havelange • Lima • Melmann • Perri • Rodrigues • Rossi • Schemberg • Sili · CT : - | 9° |                    |
| Nazionale maschile brasiliana di pallanuoto · Giochi olimpici - Helsinki 1952 | |                    |
| Castro • dos Santos • Figueirêdo • Havelange • Lima • Melmann • Perri • Rodrigues • Rossi • Schemberg • Sili · CT: -                                                                                          | Castro • dos Santos • Figueirêdo • Havelange • Lima • Melmann • Perri • Rodrigues • Rossi • Schemberg • Sili · CT: - | Brasile (bandiera) |